# John Vernon
John Vernon (Zehner, Canadà, 24 de febrer de 1932 - Los Angeles, Califòrnia, 1 de febrer de 2005) va ser un actor i productor canadenc.

## Biografia
Nascut al Canadà occidental, va ser batejat a l'església catòlica del Sagrat Cor, prop de la ciutat d'Arat. Va ser un dels dos fills d'Adolf Agopsowicz, adroguer, i d'Eleonore Krückel.
Va estar casat amb Nancy West, de qui després es va divorciar i amb qui va tenir tres fills: Kate, Nan i Chris. L'1 de febrer de 2005 va morir a Los Angeles per complicacions després d'una intervenció de cor.

## Filmografia
Filmografia:

### Actor
- 1956: 1984: Big Brother (veu)
- 1957: The Harvest
- 1962: Georges-Étienne Cartier: The Lion of Québec
- 1962: Alexander Galt: The Stubborn Idealist: Alexander Tilloch Galt
- 1964: John Cabot: A Man of the Renaissance: John Cabot
- 1964: Nobody Waved Good-bye: Lot Supervisor
- 1966: Wojeck (sèrie TV): Dr. Steve Wojeck
- 1966: The Sub-Mariner (sèrie TV): príncep Namor (veu)
- 1966: Once Upon a Prime Time
- 1966: The Marvel Superheroes (sèrie TV): The Sub-Mariner / Iron Man (Tony Stark) / Maj. Glenn Talbot (veu)
- 1966: Iron Man (sèrie TV): Iron Man (Tony Stark) (veu)
- 1966: Hulk (sèrie TV): major Glenn Talbot (veu)
- 1966: Captain America (sèrie TV): Iron Man (Tony Stark) (veu)
- 1967: A boca de canó (Point Blank): Mal Reese
- 1969: Trial Run (TV): Leo D'Agosta
- 1969: Justine de George Cukor: Nessim
- 1969: Topaz: Rico Parra
- 1969: La vall del fugitiu (Tell Them Willie Boy Is Here): George Hacker
- 1971: Escape (TV): Charles Walding
- 1971: One More Train to Rob d'Andrew V. McLaglen: Timothy X. Nolan
- 1971: Face-Off: Fred Wares
- 1971: Harry el Brut (Dirty Harry): l'alcalde
- 1972: Fear Is the Key: Vyland
- 1972: Journey: Boulder Allin
- 1972: Cool Million (TV): inspector Duprez
- 1973: Hunter (TV): David Hunter / Praetorius
- 1973: Tuez Charley Varrick! (Charley Varrick): Maynard Boyle
- 1973: The Six Million Dollar Man: Solid Gold Kidnapping (TV): Julian Peck
- 1974: The Questor Tapes (TV): Geoffrey Darro
- 1974: Mousey (TV): David Richardson
- 1974: Sweet Movie: Mr. Kapital
- 1974: W de Richard Quine: Arnie Felson
- 1974: El molí negre (The Black Windmill): McKee
- 1974: The Virginia Hill Story (TV): Nick Rubanos
- 1975: The Impostor (TV): xèrif Turner
- 1975: Brannigan: Ben Larkin
- 1975: The Swiss Family Robinson (TV): Charles Forsythe
- 1975: Barbary Coast (TV): Templar
- 1975: Matt Helm (TV): Harry Paine
- 1976: El bandoler Josey Wales (Thee Outlaw Josey Wales): Fletcher
- 1977: Una jornada particular (Una giornata particolare): Emanuele, el marit d'Antonietta
- 1977: The Uncanny: Pomeroy
- 1977: Mary Jane Harper Cried Last Night (TV): Dr. Orrin Helgerson
- 1977: Amenaça nuclear (Golden Rendezvous): Luis Carreras
- 1978: Angela: Ben Kincaid
- 1978: Animal House: Dean Vernon Wormer
- 1979: Delta House (sèrie TV): Dean Vernon Wormer
- 1979: The Sacketts (TV): Jonathan Pritts
- 1980: Fantastica: Jim McPherson
- 1980: Herbie Goes Bananas: Prindle
- 1980: It Rained All Night the Day I Left: Killian
- 1981: Heavy Metal: el fiscal (veu)
- 1981: The Kinky Coaches and the Pom Pom Pussycats: l'entrenador 'Bulldog' Malone
- 1982: The Blue and the Gray (TV): secretari d'estat Seward
- 1982: Airplane II: The Sequel: Dr. Stone
- 1983: Curtains: Jonathan Stryker
- 1983: Chained Heat: Warden Bacman
- 1984: La sang dels altres: Charles
- 1984: Euer Weg führt durch die Hölle: Vito Mastranga
- 1984: Savage Streets: Principal Underwood
- 1985: MacGyver (sèrie TV): Dave Ryerson (temporada 1, episodi 4)
- 1985: Fraternity Vacation de James Frawley: Cap Ferret
- 1985: Hail to the Chief (sèrie TV): Gen. Hannibal Stryker
- 1985: Doin' Time: Big Mac
- 1986: Fuzz Bucket (TV): Principal
- 1986: Airwolf (Supercopter) (TV): John Bradford Horn
- 1986: Wildfire (sèrie TV): Wildfire (veu)
- 1987: Ernest Goes to Camp: Sherman Krader
- 1987: Terminal Exposure: Mr. Karrothers
- 1987: Nightstick (TV): Adam Beardsly
- 1987: Blue Monkey: Roger Levering
- 1988: Two Men (TV): Alex Kores
- 1988-1990: War of the Worlds: general Wilson
- 1988: Hostile Takeover: major
- 1988: Dixie Lanes: Elmer Sinclair
- 1988: Deadly Stranger: Mr. Mitchell
- 1988: Killer Klowns from Outer Space: Curtis Mooney
- 1988: I'm Gonna Git You, Sucka: Mr. Big
- 1989: L'ultimo bus di guerra: Ken Ross
- 1989: W.B., Blue and the Bean (vídeo): Mr. Ridgeway
- 1990: Object of Desire
- 1990: Mob Story: Don "Luce" Luciano
- 1991: The Woman Who Sinned (TV): tinent Girvetz
- 1992: Batman: Rupert Thorne (veu)
- 1992: Wojeck: Out of the Fire (TV): Dr. Steve Wojeck
- 1992: The Naked Truth: Von Bulo
- 1993: Matrix (sèrie TV): narrador (veu)
- 1993: You Me + It (TV): l'home enfadat
- 1993: The Fire Next Time (TV): Boudreaux
- 1993: Acapulco H.E.A.T. (sèrie TV): Mr. Smith (1993-1994)
- 1994: Paris or Somewhere (TV): Mahon vell
- 1994: The Forget-Me-Not Murders (TV): Boyce
- 1994: Hostage for a Day (TV): V. D. Regan
- 1994: Sodbusters (TV): Slade Cantrell
- 1995: Malicious: Det. Pronzini
- 1995: The Gnomes Great Adventure: Omar / Master Ghost (veu)
- 1995: Pinky and the Brain (sèrie TV): (veu)
- 1995: Family of Cops (TV): Frank Rampola
- 1996: The Incredible Hulk (sèrie TV): general 'Thunderbolt' Ross (1996-1997) (veu)
- 2000: Stageghost: Slim
- 2002: Welcome to America: Det. Golding
- 2002: Sorority Boys: home vell
- 2002: Warrior Angels: Ansgar
- 2003: Where Are They Now?: A Delta Alumni Update (vídeo): Vernon Wormer
- 2003: Batman: Mystery of the Batwoman (vídeo): Rupert Thorne (veu)

### Productor
- 1985: Carmen (TV)